# Адольф Фридрих IV (герцог Мекленбург-Стрелица)
Адольф Фридрих IV, герцог Мекленбург-Стрелицкий (нем. Adolf Friedrich IV; 5 мая 1738, Миров — 2 июня 1794, Нойштрелиц) — правящий герцог Мекленбург-Стрелица в 1752/53 — 1794 годах.

## Биография
Он был старшим сыном принца Карла (Людвига Фридриха), принца Мирова и Елизаветы Альбертины, урождённой принцессы Саксен-Гильдбурггаузенской.
После смерти своих отца и дяди, герцога Адольфа Фридриха III, в 1752 году он стал наследником престола в Мекленбург-Стрелице. Его восхождение на престол однако сопровождалось значительными беспорядками, которые возникли из-за ожесточенной борьбы между правительством Мекленбурга-Шверина и Стрелица за управление последним. Чтобы остаться суверенным государством, Мекленбург-Стрелицу необходимо было официальное подтверждение наличия наследника престола, чтобы гарантированно праздновать победу. Когда в 1752 году неожиданно освободился престол, войска герцога Мекленбург-Шверинского оккупировали Стрелиц в целях присоединения последнего к своим землям и лишения его политической независимости. Окончательное решение спора о правопреемстве в пользу Адольфа Фридриха привело бы к дальнейшему укреплению суверенитета государства.
Наследник престола в целях безопасности был переправлен в течение нескольких недель за рубеж в Грайфсвальд в Померании, где он стал студентом (первоначально под вымышленным именем), позже — почетным президентом Грейфсвальдского университета. 17 января 1753 года было объявлено о его совершеннолетии, 4 апреля 1753 года Адольф Фридрих IV принял бразды правления над землями Мекленбург-Стрелица.
Вместе со своей матерью он в качестве опекуна своих младших братьев и сестер в 1755 году ратифицировал основные положения о престолонаследии в государстве (LGGEV), таким образом дав новую Конституцию своей стране. Это привело к укреплению власти дворянства и сохранению отсталости страны вплоть до самого конца монархии (в 1918 году).
В 1761 году Адольф Фридрих IV выдал свою младшую сестру Софию Шарлотту (1744—1818) за Георга III, короля Великобритании. В 1764 году он первый из герцогов Мекленбургских удостоился Ордена Подвязки.
Адольф Фридрих IV описывается свидетелями, как разумный князь, не чуждый последним веяниям науки, но иногда склонный к приступам ярости. У своих подданных, можно сказать, он был популярен. Однако им владела страсть к строительству, и затраты на подготовку и постройку новых зданий, переделку старых, таких как Герцогский дворец в Ратцебурге, или Драматический театр и Городской дворец в Нойбранденбурге, которые совершались в течение его длительного правления, постепенно подорвали его финансовую состоятельность. Таким образом, ещё при его жизни была создана Имперская комиссия в целях урегулирования государственной задолженности.
Адольф Фридрих не подходит под традиционный образ князя конца периода барокко. Он никогда не был женат и жил вместе со своей старшей сестрой Кристианой (1735—1794) в умеренно религиозном благочестии и с большой любовью к природе, держа довольно скромный королевский двор. После смерти Адольфа Фридриха в 57 лет ему наследовал младший брат Карл II.